# Alannah Myles
Alannah Myles (født 25. december 1958 i Toronto, Ontario) er en canadisk singer-songwriter.
Myles voksede op i Toronto og Buckhorn, hvor hendes familie ejede en ranch. Sin første sang skrev hun som 8-årig. Hun begyndte allerede i en ung alder at optræde på forskellige klubber og caféer; fra hun var 18 i det sydlige Ontario, hvor hun mødte 
Christopher Ward, som hun dannede et coverband med. De spillede sange af blandt andre Aretha Franklin, Bob Seger og The Pretenders. Senere kom David Tyson med i bandet.
I 1989 udgav hun sin debutsingle, "Black Velvet", der røg til tops på hitlisterne i flere lande, bl.a. Canada, hvor den vandt ti-dobbelt platin. Singlen solgte over 5 mio. eksemplarer på verdensplan og vandt tre Juno Awards og en Grammy Award for bedste kvindelige vokalperformance. Samme år fulgte debutalbummet Alannah Myles, og Myles tog på en 18 måneder lang turné, hvor hun var opvarmning for navne som Robert Plant, Tina Turner og Simple Minds. Hun har flere hits i Canada, men Black Velvet er hendes eneste internationale hit. Der er lavet flere covernumre af sangen, bl.a. af countrysangerinden Robin Lee og Sanne Salomonsen, der havde den på sit Unplugged-album fra 1994.